# Varjão de Minas
Varjão de Minas – miasto i gmina w Brazylii, w stanie Minas Gerais.